# Scopula beccarii
Scopula beccarii är en fjärilsart som beskrevs av Louis Beethoven Prout 1915. Scopula beccarii ingår i släktet Scopula och familjen mätare. Inga underarter finns listade.